# ミン・ヒョリン
ミン・ヒョリン（朝: 민 효린、1986年2月5日 - ）は、韓国のモデル、女優。2006年に衣料品ブランド「フラッパー」のメイン・モデルとしてデビューした。その後演技活動を開始し、テレビドラマや映画に出演している。2011年にヒットした映画『サニー 永遠の仲間たち』では、主人公の仲間の一人だった「学校一の美少女」の高校生時代役を演じた。
2018年2月にBIGBANGのSOLことテヤンと結婚した。二人は韓国芸能界を代表するスターカップルとして知られている。本名はチョン・ウンラン（朝: 정 은란）。身長は164cmで「清潔感溢れる美貌」と言われる。2017年からPlumアクターズに所属している。

## 経歴

### 所属事務所
- Star Fox エンターテイメント（2006年 - 2014年）[要出典]
- JYPエンターテインメント（2014年 - 2017年3月）[9]
- Plumアクターズ[1]（Plumエンターテインメント（朝鮮語版）、2017年 - ）[8]

## 出演作品

### テレビドラマ
- トリプル（2009年、MBC） - イ・ハル 役
- ドクターチャンプ（2010年、SBS） - 看護師 役 ※第16話のみゲスト出演
- ロマンスタウン（2011年、KBS） - チョン・ダギョム 役
- 恋は七転び八起き（2015年、Mnet） - ク・ヘラ 役
- おひとりさまジヨンさん（2017年、KBS） - ナ・ジヨン 役

### 映画
- サニー 永遠の仲間たち（2011年） - 高校生のスジ 役
- 風と共に去りぬ!?（2012年） - ペク・スリョン 役
- ミリオネア・オン・ザ・ラン（2012年） - ミリ 役
- 二十歳（2015年） - チンジュ 役
- オム・ボクドン（2017年） - キョンジャ 役

### 広告モデル
- TONY MORY（2012年）

## 音楽活動

### ミュージックビデオ
- Taeyang「Eyes, Nose, Lips」（2014年）
- Taeyang「1AM」（2014年）
- Junho（2PM）「Feel」（2014年）

### 楽曲参加
- あなたと会ったこの日 Feat. バロ（2014年、『恋は七転び八起き』OST. ジニョン（B1A4）&ミン・ヒョリン）

## バラエティー、リアリティ番組
- ランニングマン（2013年、SBS） - エピソード138にゲスト出演
- お姉さんたちのスラムダンク2（2017年2月10日 - 5月19日、KBS）

## 私生活
2014年、音楽グループBIGBANGのメンバーSOLがソロ歌手として活動中に制作したミュージックビデオにミン・ヒョリンが出演した事がきっかけで交際を開始、2015年には交際している事を公表した。2017年12月、翌2018年2月に結婚する事を発表した。